# Endlkirchen
Endlkirchen ist ein Gemeindeteil der Gemeinde Erlbach im oberbayerischen Landkreis Altötting. Bis 1970 bildete es eine selbstständige Gemeinde.

## Lage
Endlkirchen liegt etwa einen Kilometer westlich von Erlbach im Isar-Inn-Hügelland.

## Geschichte
Möglicherweise ist bereits mit dem 933 in Verbindung mit einer Besitzübertragung an den Erzbischof von Salzburg erwähnten Ellenhartschirichun Endlkirchen gemeint, es könnte sich dabei aber auch um Ellenhartskirchen bei Bad Aibling handeln.
Endlkirchen bildete bis Anfang des 19. Jahrhunderts die Obmannschaft Endlkirchen im Amt Reischach, zu der auch Erlbach gehörte. 1752 bestand der Ort aus vier Anwesen.
Seit 1818 gab es die Gemeinde Endlkirchen mit zahlreichen Ortsteilen. Am 1. Januar 1970 ging diese im Zuge der Gebietsreform in Bayern in der Gemeinde Erlbach auf. Kirchlich ist Endlkirchen eine Filiale der Pfarrei Reischach.

## Sehenswürdigkeiten
- Filialkirche St. Michael. Die spätgotische Saalkirche mit eigenem Friedhof ist im Langhaus zum Teil romanisch, der Chor wurde im 15. Jahrhundert erbaut. Im 17. Jahrhundert wurde die Kirche erneut umgestaltet. Die Ausstattung ist neugotisch, der Hochaltar stammt von Emanuel Basler dem Älteren.

## Vereine
- Freiwillige Feuerwehr Endlkirchen. Sie wurde am 8. November 1903 von 25 aktiven Mitgliedern gegründet.
- Jagdgenossenschaft Endlkirchen